# BBÖ 1180
Die BBÖ 1180.001 war eine elektrische Lokomotive der Österreichischen Bundesbahnen BBÖ, die ohne je gelaufen zu sein an die Hersteller retourniert wurde. Die Lokomotive war als sogenannte Umformerlokomotive ausgeführt, bei der Einphasen-Wechselstrom aus der Fahrleitung auf der Lokomotive mit Hilfe eines rotierenden Umformers in Dreiphasenwechselstrom zur Versorgung der Fahrmotoren umgewandelt wurde.

## Geschichte

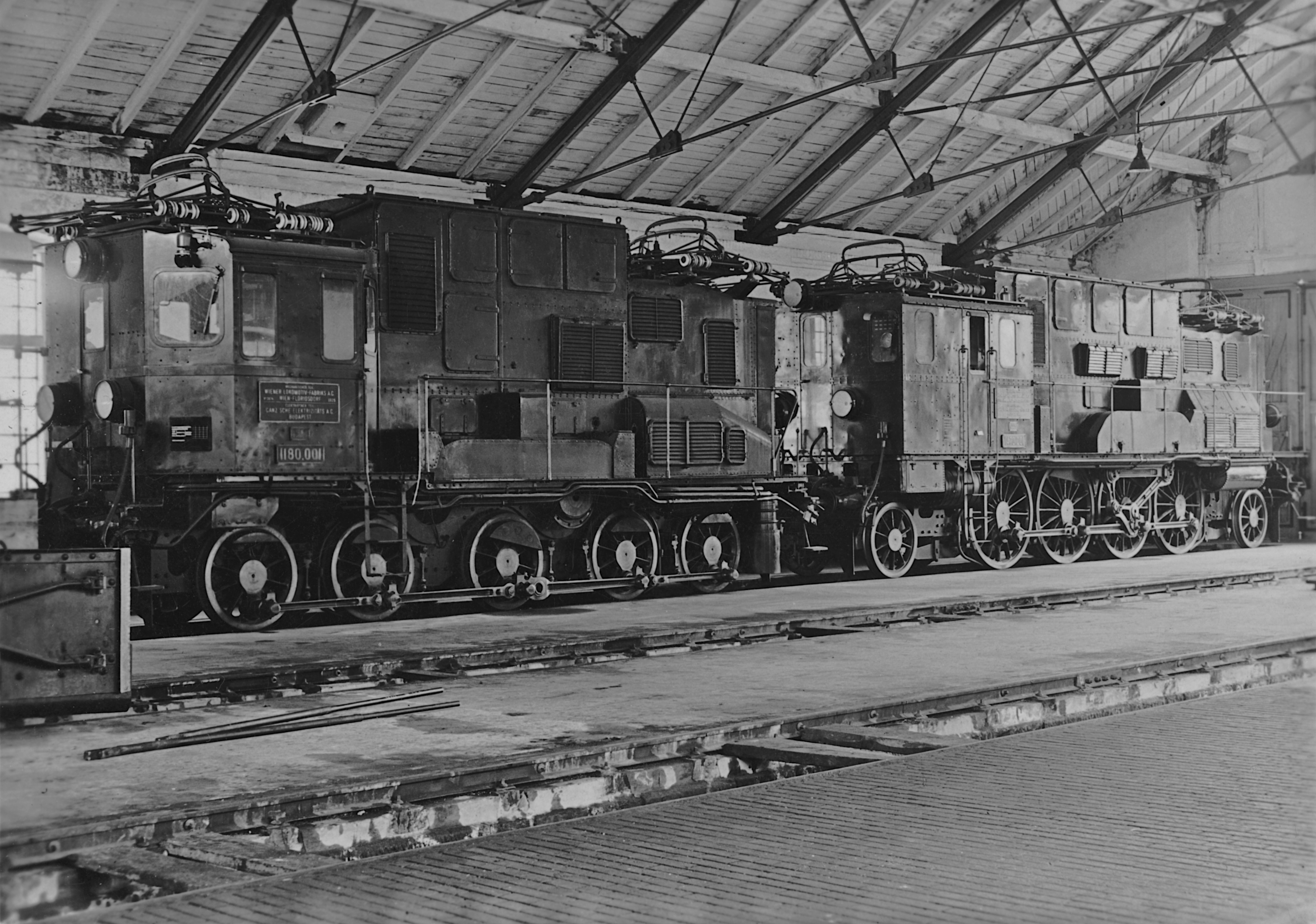
1180.01 und 1470.01 im Lokschuppen Bludenz abgestellt (1933)

Ganz & Co. in Budapest baute unter der Leitung von Kálmán Kandó im Jahre 1923 eine Versuchslokomotive, die statt des Transformators einen Hochspannungsphasenumformer hatte. Der Umformer war als Einankerumformer mit ölgekühlter Ständerwicklung ausgeführt. Die Maschine wurde unter 15 kV / 50 Hz erfolgreich getestet. Nachteile waren der komplizierte Aufbau des maschinellen Teils und dass die Lokomotive nur mit einer geringen Anzahl synchroner Dauergeschwindigkeiten betrieben werden konnte. Der Leistungsunterschied zu den österreichischen Lokomotiven war jedoch beachtlich: sie leistete 2.000 kW, während die nur 5 t leichtere BBÖ 1080, die dieselbe Achsformel hatte, nur 1.020 kW Leistung entwickelte. Die BBÖ wollte daher untersuchen, ob auch unter 15 kV / 16⅔ Hz ähnliche Ergebnisse zu erzielen wären, und bestellte eine Schnellzug-Lokomotive, die BBÖ 1470.001 und eine Güterzug-Lokomotive, eben die 1180.001.

### Bau
Der mechanische Teil wurde von der Lokomotivfabrik Floridsdorf gefertigt, die entgegen dem üblichen Usus auch als Hauptlieferant auftrat. Der Grund lag wahrscheinlich darin, dass der Lieferant des elektrischen Teiles, Ganz & Co., in Budapest, also im Ausland, beheimatet war.

### Erprobung
Die 1180.001 und die 1470.001 wurden 1925 geliefert und in Bludenz stationiert. Die Probleme bei den Probefahrten mit der 1470.001 führten dazu, dass die 1180.001 als Ersatzteilspender für die 1470.001 dienen musste. Die beiden Maschinen wurden noch im selben Jahr an die Lieferanten retourniert, ohne dass die 1180.001 jemals selbständig gelaufen wäre. Die Fahrzeuge blieben aber noch über zehn Jahre in Bludenz stehen. Erst dann konnte sich die Lokomotivfabrik Floridsdorf mit Ganz & Co. über Ersatzleistungen einigen.

## Technik
Die Fahrleitungsspannung war über den Stromabnehmer direkt mit der primärwicklung des ölgekühlten Einankerumformers verbunden, der die beiden Asynchronfahrmotoren mit 2-, 3- oder 4-phasigem Drehstrom versorgte. Die Motoren waren polumschaltbar und konnten mit 12, 8 oder 6 Polen betrieben werden. Die Geschwindigkeiten der Dauerfahrstufen betrugen 16 km/h, 25 km/h, 33 km/h, 50 km/h und 67 km/h. Die zwei Fahrmotoren waren im Lokkasten untergebracht und trieben die Triebachsen über den bereits von der BBÖ 1280 bekannten Kandó-Stangenantrieb an.